# Jeff Marx
Jeff Marx (født 10. september 1970) er en amerikansk komponist bedst kendt for at skrive "Avenue Q" ( i samarbejde med Robert Lopez) Han har også skrevet sangen "You Have More Friends Than You Know" som bl.a. Er blevet spillet i tv-serien Glee.